# Валли-Стрим
Ва́лли-Стрим (англ. Valley Stream) — деревня в округе Нассо штата Нью-Йорк, США. Население посёлка на 2010 год составляло 37 511 человек.

## Географическое положение
По данным Бюро переписи населения США город имеет общую площадь в 9,0 км² (8,9 км² — суша, 0,1 км² — вода).
Валли-Стрим расположен в юго-восточной части Хемпстеда, вдоль границы с Куинсом. Поселок обслуживает Железная дорога Лонг-Айленда со станцией Валли-Стрим, расположенной на пересечении Санрайз-хайвей и Франклин-авеню. Поселок также обслуживается станцией Гибсон на пересечении бульваров Гибсон и Манро, но только по ветке Фар-Рокавей.

## Население
В 2010 году на территории Валли-Стрим проживало 37511 человек (из них 48,1 % мужчин и 51,9 % женщин), насчитывалось 12189 домашних хозяйств и 9541 семьи. На территории города было расположено 12625 построек со средней плотностью 1369,6 построек на один квадратный километр суши. Расовый состав: белые — 57,2 %, афроамериканцы — 18,6 %, коренные американцы — 0,3 %, азиаты — 11,4 %.
Население города по возрастному диапазону по данным переписи 2010 года распределилось следующим образом: 27,0 % — жители младше 21 года, 59,7 % — от 21 до 65 лет и 13,3 % — в возрасте 65 лет и старше. Средний возраст населения — 39,7 лет. На каждые 100 женщин в Валли-Стрим приходилось 92,6 мужчин, при этом на 100 совершеннолетних женщин приходилось уже 88,9 мужчин сопоставимого возраста.
Из 12189 домашних хозяйств 78,3 % представляли собой семьи: 58,8 % совместно проживающих супружеских пар (27,5 % с детьми младше 18 лет); 14,4 % — женщины, проживающие без мужей, 5,1 % — мужчины, проживающие без жён. 21,7 % не имели семьи. В среднем домашнее хозяйство ведут 3,07 человека, а средний размер семьи — 3,50 человека. В одиночестве проживали 18,4 % населения, 9,4 % составляли одинокие пожилые люди (старше 65 лет).
В 2014 году из 30133 человек старше 16 лет имели работу 18739. В 2014 году медианный доход на семью оценивался в 102 458 $, на домашнее хозяйство — в 88 145 $. Доход на душу населения — 32 214 $ в год.